# Liste der Stadtpräsidenten von Wil
Diese Liste enthält die Stadtpräsidentinnen, Stadtpräsidenten, beziehungsweise Stadtammänner der Stadt Wil SG. Der Titel "Stadtammann" wechselte gegen Ende der Amtszeit von Josef Hartmann zum heutigen Titel "Stadtpräsident".

## Stadtammänner
| Amtszeit  | Name                               | Belege                  |
| --------- | ---------------------------------- | ----------------------- |
| 1816–1823 | Jakob Josef Merk                   | [ 2 ] [ 3 ] [ 4 ]       |
| 1823–1831 | Franz Anton Hug                    | [ 2 ] [ 3 ] [ 4 ]       |
| 1831–1834 | Sebastian Schmidweber              | [ 2 ] [ 3 ] [ 4 ]       |
| 1834–1835 | Joseph Pankraz Zacharias Ledergerw | [ 2 ] [ 3 ] [ 5 ] [ 4 ] |
| 1835–1837 | Franz Karl Falk                    | [ 2 ] [ 3 ] [ 4 ]       |
| 1837–1843 | Balthasar Müller                   | [ 2 ] [ 3 ] [ 4 ]       |
| 1843–1847 | Ludwig Hungerbühler                | [ 2 ] [ 3 ] [ 4 ]       |
| 1847–1849 | Johann Niklaus Märk                | [ 2 ] [ 3 ] [ 4 ]       |
| 1849–1855 | Carl Georg Jakob Sailer            | [ 2 ] [ 3 ] [ 6 ] [ 4 ] |
| 1855–1856 | Caspar Josef Schmidweber           | [ 2 ] [ 3 ] [ 4 ]       |
| 1856      | Alois Sailer                       | [ 2 ] [ 3 ] [ 4 ]       |
| 1856–1864 | Jakob Josef Vollmar                | [ 2 ] [ 3 ] [ 4 ]       |
| 1864–1871 | Franz Wieland                      | [ 2 ] [ 3 ] [ 4 ]       |
| 1871–1874 | Gallus Schmidweber                 | [ 2 ] [ 3 ] [ 4 ]       |
| 1874–1887 | Eduard Meile                       | [ 2 ] [ 3 ] [ 4 ]       |
| 1887–1894 | Josef Bannwart                     | [ 2 ] [ 3 ] [ 4 ]       |
| 1894–1905 | Josef Pankraz Truniger             | [ 2 ] [ 3 ] [ 4 ]       |
| 1905–1941 | Ernst Wild                         | [ 2 ] [ 3 ] [ 4 ]       |
| 1941–1964 | Alois Löhrer                       | [ 2 ] [ 3 ] [ 7 ] [ 4 ] |
| 1964–1976 | Laurenz Fäh                        | [ 2 ] [ 3 ] [ 8 ]       |
| 1977–1992 | Hans Wechsler                      | [ 2 ] [ 3 ] [ 9 ]       |
| 1993–2000 | Josef Hartmann                     | [ 2 ]                   |

## Stadtpräsidentinnen und Stadtpräsidenten
| Amtszeit  | Name             | Belege        |
| --------- | ---------------- | ------------- |
| 2000–2012 | Bruno Gähwiler   | [ 2 ] [ 10 ]  |
| 2013–2020 | Susanne Hartmann | [ 2 ] [ 11 ]  |
| 2021–     | Hans Mäder       | [ 12 ] [ 13 ] |